# Calotes sinyik
Calotes sinyik — вид ящірок родини агамових (Agamidae). Описаний у 2024 році.

## Поширення
Ендемік Індії. Вид поширений у долині річки Субансірі в окрузі Верхній Субансірі штату Аруначал-Прадеш на північному сході країни. Типова місцевість: «біля села Лінгбук Ріамукх (28.26210° пн. ш., 94,15900° сх. д.; приблизно 1270 м над рівнем моря), окодиці Паєнга, округ Верхній Субансірі, Аруначал-Прадеш, Індія».

## Опис
Новий вид можна легко відрізнити від подібних видів за невеликим розміром (максимальна довжина морди до вентиляційного отвору 65 мм) і гетерогенною спинною лускою, а від його найближчих родичів Calotes paulus і Calotes zolaiking за наявністю 54 або 55 рядів луски в середині тіла та 42 або 43 лусок хребців.